# Mühldorf, Šentandraž v Labotski dolini
Mühldorf je naselje v Občini Šentandraž v Labotski dolini v Okraju Volšperk na Koroškem v Avstriji.